# Smolary Świtaskie
Smolary Świtaskie (ukr. Смолярі-Світязькі) – wieś na Ukrainie w rejonie kowelskim, w obwodzie wołyńskim położona w pobliżu niewielkiego jeziora Przybycz, z którego niegdyś brała swój początek rzeka Prypeć. W II Rzeczypospolitej miejscowość wchodziła w skład gminy wiejskiej Pulemiec w powiecie lubomelskim województwa wołyńskiego. Wieś została założona w pierwszej połowie XVIII wieku (lata 1725-1750). Nazwa miejscowości nawiązuje do pozyskiwania smoły w śródleśnych smolarniach, zajęcia jakim trudnili się jej pierwsi mieszkańcy. We wsi znajduje się wybudowana w latach 1999-2001 cerkiew św. Ducha.
Do 2020 w rejonie szackim.